# Fabrizio Mioni
Fabrizio Mioni (Roma, 23 settembre 1930 – Los Angeles, 8 giugno 2020) è stato un attore e designer italiano.

## Biografia
Interrotti gli studi universitari in architettura, esordì nel film Divisione Folgore (1954) di Duilio Coletti, intraprendendo quindi subito una brillante carriera cinematografica e televisiva.
In teatro lavorò con Luchino Visconti.
Ha partecipato all'episodio The Case of the Sad Sicilian della serie Perry Mason, andato in onda nel 1965.
Il 20 giugno 1961 sposò l'attrice Maila Nurmi, in arte “Vampira”, a Orange County, negli Stati Uniti, dove si era trasferito. Dopo qualche anno abbandonò il cinema e divenne interior designer.
È morto l'8 giugno 2020 a Los Angeles, all'età di 89 anni.

## Filmografia parziale

### Cinema
- Divisione Folgore, regia di Duilio Coletti (1954)
- Orlando e i paladini di Francia,  regia di Pietro Francisci (1956)
- Mamma sconosciuta, regia di Carlo Campogalliani (1956)
- Le fatiche di Ercole, regia di Pietro Francisci (1958)
- Deserto di gloria (El Alamein), regia di Guido Malatesta (1958)
- Ercole e la regina di Lidia, regia di Pietro Francisci (1959) - non accreditato
- L'angelo azzurro (The Blue Angel), regia di Edward Dmytryk (1959)
- Get Yourself a College Girl, regia di Sidney Miller (1964)
- La spia dai due volti (The Spy with My Face), regia di John Newland (1965)
- Pazzo per le donne (Girl Happy), regia di Boris Sagal (1965)
- Suspense a Venezia (The Venetian Affair), regia di Jerry Thorpe (1967)
- Guerra, amore e fuga (The Secret War of Harry Frigg), regia di Jack Smight (1968)
- Le stelle si vedono di giorno (The Pink Jungle), regia di Delbert Mann (1969)

### Televisione
- Goodyear Theatre – serie TV, episodio 2x13 (1959)
- Bourbon Street Beat – serie TV, episodio 1x34 (1960)
- General Electric Theater – serie TV, episodio 10x34 (1962)
- Indirizzo permanente (77 Sunset Strip) – serie TV, episodi 4x25-5x12 (1962)
- Bonanza – serie TV, episodio 6x22 (1965)
- Il virginiano (The Virginian) – serie TV, episodio 4x22 (1966)
- Le spie (I Spy) – serie TV, episodio 2x14 (1966)
- Agenzia U.N.C.L.E. (The Girl from U.N.C.L.E.) – serie TV, episodio 1x18 (1967)
- Ai confini dell'Arizona (The High Chaparral) – serie TV, episodio 2x15 (1969)

## Doppiatori italiani
- Paolo Ferrari in Mamma sconosciuta
- Giuseppe Rinaldi in Le fatiche di Ercole
- Gianfranco Bellini in Pazzo per le donne